# 合肥机场巴士
合肥机场大巴，又称合肥机场巴士，是连接合肥新桥国际机场和合肥市区间的交通系统，由合肥汽车客运有限公司机场快线分公司运营。目前，合肥机场大巴共有4条线路，分别连接合肥市内其它交通枢纽和市区重要地点。

## 历史
2013年5月30日合肥机场由地处市区的骆岗机场搬迁至位于合肥市蜀山区高刘街道的合肥新桥国际机场，因为机场位置距离市区较远，机场大巴成为连接市区与机场的唯一公共交通工具。机场大巴初期共有4条线路，分别是：1号线（往返明光路汽车站与新桥机场）、2号线（往返合肥汽车客运总站与新桥机场）、3号线（往返汽车南站与新桥机场）、4号线（往返寿春路城市航站楼与新桥机场）。2017年7月18日，“空铁快线”开通，实现了从合肥南站到新桥机场全程经由高速公路直达。2018年11月26日，合肥新桥机场与客运西站间开通“空地快线”，接驳合肥轨道交通与新桥机场。

## 现状
合肥机场大巴现共有五条线路，其中1号线至4号线的票价为25元，空地快线的票价为20元（优惠票价15元）。

### 1号线
- 途径站点：
  - 去往机场：客运总站、明光路汽车站、栢景假日酒店、新桥国际机场
  - 返回市区：新桥国际机场、大西门（稻香楼宾馆北门）、长江饭店、巢湖路(新长城大酒店)、明光路汽车站、客运总站
- 运营时间：客运总站：5:30~20:00，约30分钟一班。新桥机场：8:30至当天最后一个航班

### 2号线
- 途径站点：
  - 去往机场：寿春路城市航站楼、三孝口同程旅游、汽车客运西站、新桥国际机场
  - 返回市区：新桥国际机场、汽车客运西站、十六所站、双岗站

- 运营时间：去往机场：5:20（三孝口同程旅游发车直达机场），6:30~19:00，30分钟一班

### 3号线（空铁快线）
- 途径站点：汽车南站、高铁南站、新桥国际机场

- 运营时间：
  - 6:00 汽车南站途径4号线站点到达新桥机场
  - 6:30 高铁南站始发，途径汽车南站和4号线站点到达新桥机场
  - 6:50~19:20 约30分钟一班
  - 20:00~21:30 高铁南站直达新桥机场，30分钟一班

### 4号线
- 途径站点：
  - 去往机场：天鹅湖大酒店、皇冠假日酒店、十里庙、新桥国际机场
  - 返回市区：新桥国际机场、十里庙、皇冠假日酒店、天鹅湖大酒店

- 运营时间：去往机场：7:20天鹅湖大酒店始发，7:30~20:00 30分钟一班

### 空地快线
- 途径站点：合肥轨道交通2号线汽车西站A出口、新桥国际机场

- 运营时间：汽车客运西站：7:00~21:30，20分钟一班 新桥国际机场：8:20至当天最后一个航班